# Rajd Tunezji 2009
Rajd Tunezji 2009 - (Rallye OiLibya Tunisie 2009), II. eliminacja Mistrzostw Świata w rajdach terenowych FIM, która odbyła się w dniach 22 kwietnia — 2 maja 2009 r. W klasyfikacji końcowej motocyklistów tryumfował Francuz Cyril Despres, zaś w klasyfikacji samochodów Argentyńczyk Orlando Terranova z Portugalskim pilotem Filipe Palmeiro.

## Prolog:La Marsa- 5 km

### Motocykle
- 1. Cyril Despres - 3.34 min.
- 2. Jordi Viladoms - + 18 sek.
- 3. Olivier Pain - + 25 sek.
- 4. Jakub Przygoński - + 28 sek.

.....
- 12. Jacek Czachor - + 1.02 min.

### Samochody
- 1./ Guerlain Chicherit/Tina Thörner - 3.39 min.
- 2./ Leonid Nowicki/Oleg Tupiejkin - + 10 sek.
- 3./ Pascal Thomasse/Pascal Larroque - + 13 sek.

## Etap 1:Tunis—Oued Mellah- 561 km (OS 60 km)[1]

### Motocykle
- 1. Marc Coma - 39.58 min.
- 2. David Casteu - + 1.16 min.
- 3. Francisco Lopez - + 1.38 min.

.....
- 5. Jakub Przygoński - + 2.45 min.
- 10. Jacek Czachor - + 5.15 min.

### Samochody
- 1./ Orlando Terranova/Filipe Palmeiro - 1.07.17 godz.
- 2./ Leonid Nowicki/Oleg Tupiejkin - + 1.07 min.
- 3./ Nicolas Misslin/Jean-Michel Polato - + 1.27 min.

## Etap 2:Oued Mellah—Ras El Oued- 365 km

### Motocykle
- 1. Cyril Despres - 3.39.22 godz.
- 2. Marc Coma - + 2.53 min.
- 3. Francisco Lopez - + 12.03 min.

.....
- 8. Jakub Przygoński - + 30.31 min.
- 9. Jacek Czachor - + 33.26 min.

### Samochody
- 1./ Orlando Terranova/Filipe Palmeiro - 3.21.05 godz.
- 2./ Leonid Nowicki/Oleg Tupiejkin - + 39 sek.
- 3./ Nicolas Misslin/Jean-Michel Polato - + 4.21 min.

## Etap 3:Ras El Oued—Derj- 582 km

### Motocykle
- 1. Marc Coma - 3.04.14 godz.
- 2. Jordi Viladoms - + 4.19 min.
- 3. Cyril Despres - + 9.52 min.

.....
- 5. Jakub Przygoński - + 13.44 min.
- 9. Jacek Czachor - + 20.49 min.

### Samochody
- 1./ Guerlain Chicherit/Tina Thörner - 2.38.48 godz.
- 2./ Leonid Nowicki/Oleg Tupiejkin - + 1.39 min.
- 3./ Orlando Terranova/Filipe Palmeiro - + 1.40 min.

## Etap 4:Derj—Oubari- 624 km[2]

### Motocykle
- 1. Cyril Despres - 6.19.37 godz.
- 2. Pål Anders Ullevålseter - + 2.31 min.
- 3. Marc Coma - + 4.06 min.

.....
- 7. Jacek Czachor - + 30.15 min.

### Samochody
- 1./ Christian Lavieille/Arnaud Debron - 6.27.03 godz.
- 2./ Pascal Thomasse/Pascal Larroque - + 20 sek.
- 3./ Orlando Terranova/Filipe Palmeiro - + 1.27 min.

## Etap 5:Oubari—Brack- 418 km[3]
— — — — — — — — — — — — — — — — — — —

## Etap 6:Brack—Al Quaryat- 410 km

### Motocykle
- 1. Jordi Viladoms - 4.39.01 godz.
- 2. Francisco Lopez - + 3.47 min.
- 3. Marc Coma - + 4.58 min.

.....
- 11. Jacek Czachor - + 51.00 min.

### Samochody
- 1./ Eric Vigouroux/Alex Winocq - 4.27.45 godz.
- 2./ Orlando Terranova/Filipe Palmeiro - + 24 sek.
- 3./ Leonid Nowicki/Oleg Tupiejkin - + 9.21 min.

## Etap 7:Al Quaryat—Oueni- 501 km

### Motocykle
- 1. Cyril Despres - 3.29.00 godz.
- 2. Pål Anders Ullevålseter - + 13.25 min.
- 3. Marc Coma - + 16.15 min.

.....
- 9. Jacek Czachor - 30.17 min.

### Samochody
- 1./ Guerlain Chicherit/Tina Thörner - 3.05.12 godz.
- 2./ Nicolas Misslin/Jean-Michel Polato - + 4.14 min.
- 3./ Jean-Louis Schlesser/Jean-Paul Forthomme - 4.27 min.

## Etap 8:Oueni—Ksar Ghilane- 283 km

### Motocykle
- 1. Marc Coma - 2.58.12 godz.
- 2. Cyril Despres - + 4.02 min.
- 3. Francisco Lopez - + 5.27 min.

.....
- 9. Jacek Czachor - + 27.10 min.

### Samochody
- 1./ Leonid Nowicki/Oleg Tupiejkin - 2.42.50 godz.
- 2./ Guerlain Chicherit/Tina Thörner - + 4.45 min.
- 3./ Orlando Terranova/Filipe Palmeiro - + 8.45 min.

## Etap 9:Ksar Ghilane—Tozeur- 354 km[4]

### Motocykle
- 1. Marc Coma - 1.41.30
- 2. Cyril Despres - + 1.00 min.
- 3. Jordi Viladoms - + 1.20 min.

### Samochody
- Etap w kategorii samochodów został przerwany (Wypadek Leonida Nowickiego).

## Etap 10:Tozeur—Tozeur- 194 km
- 1. Francisco Lopez - ?
- 2.?
- 3.?

.....
- 12. Jacek Czachor - + 15.37 min.

### Samochody
- 1.?
- 2.?
- 3.?

## Punktacja MŚ (Motocykle) po dwóch eliminacjach
- 1. Cyril Despres - 28:53.26 godz. (47 pkt.)
- 2. Marc Coma - + 5.57 min. (47 pkt.)
- 3. Pål Anders Ullevålseter - + 1.22.43 godz. (36 pkt.)

## Punktacja PŚ (Samochody) po dwóch eliminacjach
- 1./ Guerlain Chicherit/Tina Thörner - + 54.23 min. (22 pkt.)
- 2./ Orlando Terranova/Filipe Palmeiro - 23.59.16 godz. (15 pkt.)
- 3./ Yahya Alheli/Khalid al-Kendi - (13 pkt.)

## PŚ Rally Production +450
- 1. Jacek Czachor - 50 pkt.
- 2. Jacquart - 42 pkt.
- 3. Mugnaioli - 22 pkt.